# Heerlijkheid Baucigny
De heerlijkheid Baucigny, ook wel Bassigny, Beaucigny, Baucignies of Bussigny genoemd, was een heerlijkheid in Picardië, meer bepaald de Thiérache, rond de huidige gemeente Bancigny (departement Aisne).
Deze heerlijkheid, in handen van een tak van het huis Horne, werd in 1590 verheven tot een graafschap.
Zij moet niet verward worden met de landstreek Bassigny.